# Ricardo Dias
Ricardo Jorge dos Santos Dias (sinh ngày 25 tháng 2 năm 1991 ở Aveiro) là một cầu thủ bóng đá người Bồ Đào Nha thi đấu cho Académica de Coimbra theo dạng cho mượn từ C.F. Os Belenenses ở vị trí tiền vệ.

## Danh hiệu

### Câu lạc bộ
Porto
- Cúp bóng đá Bồ Đào Nha: 2009–10[1]

### Quốc tế
- Giải vô địch bóng đá U-20 thế giới: Á quân 2011[2]